# Silvia Saint
Silvia Saint, nome artístico de Silvie Tomčalová, (Kyjov, 12 de Fevereiro de 1976) é uma modelo e atriz de filmes pornográficos tcheca.

## Biografia
Silvia Maria Saint iniciou sua carreira em desfiles de moda íntima no final do ano de 1994, na cidade de Praga, ingressando no cinema pornô a convite de uma amiga. No entanto, outros dizem que Silvia ingressou no mundo pornô depois que seu namorado na época a inscreveu em um concurso para participar de uma produção americana chamada "Em busca dos seios perfeitos" ou "Lee Nover: Search For The Perfect Breasts". E logo após vieram outros filmes como: "High Society", "Swank", "Cheri" e "Club International". Segundo alguns, Silvia atingiu o ápice na carreira de atriz pornô em 1996 se tornando "Penthouse Girl".
Realizou diversos tipos de cenas, tais como sexo inter-racial, lesbianismo, sexo anal, e gang bang.
Teve inúmeros trabalhos pela Private Media Group, incluindo um de seus principais filmes: The Private Life of Silvia Saint, onde relatou que não gosta de cenas de gang bang e do chamado sexo extremo. Após anos de trabalho, engravidou e afastou-se do mercado de filmes pornôs temporariamente. Retornou ao "pornô" logo em seguida, a princípio apenas produzindo filmes, mas logo retornou a atuar em filmes, o que continua fazendo até 2006.
Seus primeiros filmes são datados de 1995, mas foi no ano de 1997 que ela adentrou no cinema pornô de forma mais contundente e profissional. Realizou até o ano de 2006 por volta de 262 filmes (excluindo coletâneas).
Em 2002 Silvia Saint teve um relacionamento com o famoso ator pornô americano Mr. Marcus. Ambos já se conheciam há anos e fizeram vários filmes de sucesso juntos, inclusive a maioria foi lançada comercialmente no Brasil.
É considerada por muitos a última grande estrela da indústria pornográfica, e tal fato se deve principalmente a enorme quantidade de filmes e videos para internet sendo produzidos atualmente na Europa e Estados Unidos, além do grande aumento de belas atrizes pornográficas no mundo inteiro, o que inviabiliza o surgimento de novas estrelas tão notórias e que se destaca como aconteceu no caso de Silvia Saint.

## Filmografia (parcial)
- Irrestible Silvie
- Nasty Nymphos # 17
- Fresh Meat # 4
- Voyeur # 9
- X Girls  # 10
- 100% Silvia
- Crystal Ray Does It Again
- Dreaming of Silvia
- Jill and Silvia Exposed
- Private Life of Silvia Saint
- Saints & Sinners
- Silvia Exposed
- Silvia Saint Caught on Tape
- Silvias Diary
- Super Stars Of Porn # 16: Sylvia Saint
- Up For Grabs # 2: Silvia Saint
- Up For Grabs # 3: Silvia Saint
- Up For Grabs # 4: The Return of Silvia Saint
- Dangerous Things # 1
- Dangerous Things # 2
- EURO (no hands)
- Prostitutas Estelares v.32
- The UraNUS Experiment

## Prêmios

### AVN (Adult Video News)
- 1998: Melhor na Categoria "Performance Provocativa" - Fresh Meat # 4

### Outros
- 1997: People's Choice Adult Award - Melhor Revelação
- 1998: Penthouse - Pet do Mês
- 2000: Hot d'Or (França) - Melhor Atriz Coadjuvante Europeia  - Le Contrat des Anges
- 2005: Ninfa do público de melhor atriz - FICEB (Festival Cine Erótico de Barcelona)